# Official R&B Chart
La UK Hip Hop and R&B Singles Chart e la UK Hip Hop and R&B Albums Chart (conosciute anche semplicemente come UK Urban Chart)  sono classifiche musicali riguardanti le canzoni e gli album di genere hip hop e R&B. Vengono pubblicate dalla Official Charts Company (OCC) per conto dell'industria musicale nel Regno Unito. La classifica è composta da un totale di 40 posizioni e viene pubblicata settimanalmente.
Le due classifiche vengono rese disponibile sul sito web della BBC Radio 1. I criteri per l'inclusione nella classifica non sono chiari, poiché non si basa necessariamente sulle posizioni delle canzoni R&B e hip hop nella UK Singles Chart.